# 熊谷頼直
熊谷 頼直（くまがい よりなお）は、鎌倉時代中期の御家人。熊谷祐直の子。通称は三郎四郎。安芸国新庄系熊谷氏の当主。

## 略歴
正応元年（1288年）6月に、安芸佐東郡の一部地頭職であった武田泰継と所領を巡って争い、鎌倉幕府より施行状を出された。
また、頼直は曽祖父の熊谷直実を非常に慕っており、その直実の宗教的な情念を最も受け継いだ人物でもあった。そのため三入庄新庄内での殺生を禁止し、熊谷直実が法然上人より拝領した「迎接曼荼羅掛軸」を安置する伽藍を建てようとした。そして、新庄熊谷氏の更なる発展を願い、子の直勝・直行（蓮覚）兄弟へ、自身の遺言として不断湯（何時でも領民や病人に入浴させる温泉）を続けさせる等した。

## 系譜
- 父：熊谷祐直
- 母：不詳
- 妻：不詳
  - 男子：熊谷直勝
  - 男子：熊谷直行 - 蓮覚
  - 男子：熊谷直能
  - 男子：熊谷直宗